# مردی درون من
مردی درون من (Enakkul Oruvan) فیلمی در زبان تامیل در ژانر تریلر روانشناسانه محصول سال۲۰۱۵ هند است. این فیلم بازسازی فیلم «لوسیا» محصول سال۲۰۱۳ زبان کانارا است. بازیگران فیلم سیدارت نارایان و دیپا سانیدی در نقش‌های اصلی هستند و موسیقی
فیلم کار «سانتوش نارایانان» است. فیلم در تاریخ ۶ مارس ۲۰۱۵ همراه با تحسین منتقدان اکران شد با این حال با وجود حضور سیدارت، فیلم درگیشه
موفق عمل نکرد.

## داستان
داستان فیلم به صورت غیرخطی و فلاش بک شکل می‌گیرد. به گونه‌ای که پایان فیلم در ابتدا نشان داده می‌شود. در ابتدای فیلم مردی ناشناس به کما رفته
است و زندگی اش کاملاً وابسته به دستگاه است. داستان نیز به دو شکل سیاه و سفید ورنگی نمایش داده می‌شود.
یک مأمور پلیس تلاش می‌کند علت حال کنونی شخصیت اصلی (سیدارت نارایان) و دلیل به کمارفتن او را بفهمد. مأموران در وسایل او چند صفحه یادداشت و تعدادی قرص مرموز را پیدا می‌کنند و سپس دو موادفروش مظنون را دستگیر می‌کنند تا ماهیت قرص هارا کشف کنند.
داستان باشخصیت ویکی آغاز می‌شود که یک پسر ساده و معمولی است که دریک سینما زیر نظر فردی به نام دورای (ادوکلام نارن) به عنوان کارگر سینما کار می‌کند. ویکی مشکل بیخوابی داردو دریکی از شب‌های بیداری اش از یک مواد فروش قرص‌هایی به نام «لوسیا» را می‌گیرد تا بتواند بخوابد. اما لوسیا قرص معمولی نیست و ویکی پس ازخوابیدن رو یاهایی از زندگی که همیشه آرزو داشته می‌بیند. او در رویاهایش یک بازیگر ستاره و محبوب است به نام ویگنش.
داستان ویکی به صورت رنگی و داستان ویگنش به صورت سیاه و سفید روایت می‌شود بعد از مدتی دختری به نام دیویا (دیپا سانیدی) وارد زندگی ویکی و ویگنش می‌شود و داستان ویکی و ویگنش به صورت موازی ادامه دارد...

## بازیگران
- سیدارت نارایان درنقش ویکی/ویگنش
- دیپا سانیدی در نقش دیویا
- ادوکلام نارن در نقش دورای
- جان ویجی در نقش واجراول
- آجی رتنام در نقش پارانجوتی

## موسیقی
موسیقی فیلم توسط سانتوش نارایانان ساخته شده‌است. کسی که به عنوان طراح زمینه در فیلم اصلی (لوسیا) کار کرده بود.
آلبوم در هنگام اکران نقدهای بسیار مثبتی از طرف منتقدین دریافت کرد که استحکام وهماهنگی کار آهنگساز را تحسین می‌کردند.IBN Live نوشت: «سانتوش نارایانان نقطه مرکزی فیلم است. چه کار فوق العاده‌ای انجام داده است! موسیقی اش احساس دارد و برای فیلمی معمایی مانند این فیلم مناسب است. این موسیقی آشفتگی فیلمنامه ار ازبین می‌برد. بهترین چیزی که لوسیا از دست داده است سانتوش نارایانان است.»
Rediff نوشت: «موسیقی غیرمعمول فیلم برای این داستان نیمه رؤیا و نیمه واقعیت عالی است»
- پرابالماگوی -سیدارت نارایان
- اندی ایپدی - سانتوش نارایانان
- پو آویزم - پرادیپ کومار
- کوتی پوچی -منیکا وینیگم
- یار - دیبو نینان توماس

## بازخورد منتقدین
تایمز هند به فیلم۳٫۵ از۵ ستاره داد و نوشت: «فیلم جاه طلبی و شجاعت بصری فیلم اصلی (لوسیا) را کاملاً دارا نیست اما بازهم تلاش سختی می‌کند به خصوص اینکه فیلم اول کارگردان است.» Indo-Asian News Service به فیلم۳ از۵ ستاره داد و نوشت: «در حالیکه فیلم بیشتر اوقات به» لوسیا «وفادار می‌ماند، روح مستقل خودش را از دست می‌دهد. ایکاش فیلم با بازیگری نا آشنا و غیر معروف ساخته می‌شد اما سیدارت ناامیدتان نمی‌کند.»
Deccan Chronicle هم به فیلم۳ از۵ ستاره داد و نوشت: «با وجود اندکی ایراد، فیلم در نقطه‌ای اوجی به پایان می‌رسد که ممکن است تحت تأثیر و متمرکز رهایتان کند.» Rediff به فیلم ۳ از۵ ستاره داد و آن را «یک تلاش سرگرم‌کننده و قابل ستایش از یک کارگردان تازه‌وارد که قطعاً ارزش تماشا دارد» خواند. Sify نوشت: «مردی درون من یک تلاش برجسته و بی‌نظیر با بازی‌های زیرکانه ویک فیلمنامه سخت است. ۱۳۶ دقیقه که به خوبی صرف شده‌است.»